# Forest City (Missouri)
Forest City – miasto w Stanach Zjednoczonych, w stanie Missouri, w hrabstwie Holt.